# Ulrike Schmetz
Ulrike Schmetz (* 30. Oktober 1979), Spitzname Uli, ist eine ehemalige deutsche Fußballspielerin. Die Torhüterin spielte von 1997 bis 2009 für die Münchner Vereine FC Wacker, FFC Wacker und den FC Bayern, für letzteren neun Jahre in der Bundesliga und einmal in der A-Nationalmannschaft. Hauptberuflich ist sie Oberärztin der Anästhesie.

## Karriere

### Vereine
Über die Jugendvereine SV Puch und den TSV Fürstenfeldbruck-West gelangte Schmetz zum Verbandsligisten FC Wacker München dessen Frauenfußball-Abteilung sich 1999 loslöste und sich den Namen FFC Wacker München gab. Nach ihrer Premierensaison stieg Schmetz 1998 in die Oberliga Bayern auf. 2000/01 wurde sie vom Bundesliga-Aufsteiger FC Bayern München verpflichtet, für den sie am 3. Dezember 2000 (7. Spieltag) bei der 3:5-Heimniederlage gegen den FFC Brauweiler-Pulheim ihr Debüt gab.
Von 2004 bis zu ihrem Karriereende 2010, absolvierte sie vier Bayernliga-, zwei Regionalliga-, 115 Bundesliga- und zwei DFB-Pokal-Spiele für die Bayern. Ihr letztes Bundesligaspiel bestritt sie am 12. Dezember 2009 (12. Spieltag) beim 2:0-Erfolg im Auswärtsspiel bei SG Essen-Schönebeck.

### Nationalmannschaft
Seit 2005 dem Kader der A-Nationalmannschaft zugehörig, absolvierte Schmetz am 25. Oktober 2006 in Aalen beim 5:1-Sieg über Nationalmannschaft Englands ihr einziges Länderspiel.

## Erfolge
- Deutsche Hochschulmeisterin
- Zweite der Studenten-Europameisterschaften
- Bayerischer Pokalsieger
- Bayerischer Meister 2002

## Auszeichnungen
- Beste Torhüterin des DFB-Hallenpokals 2008[1]